# Porta Nigra

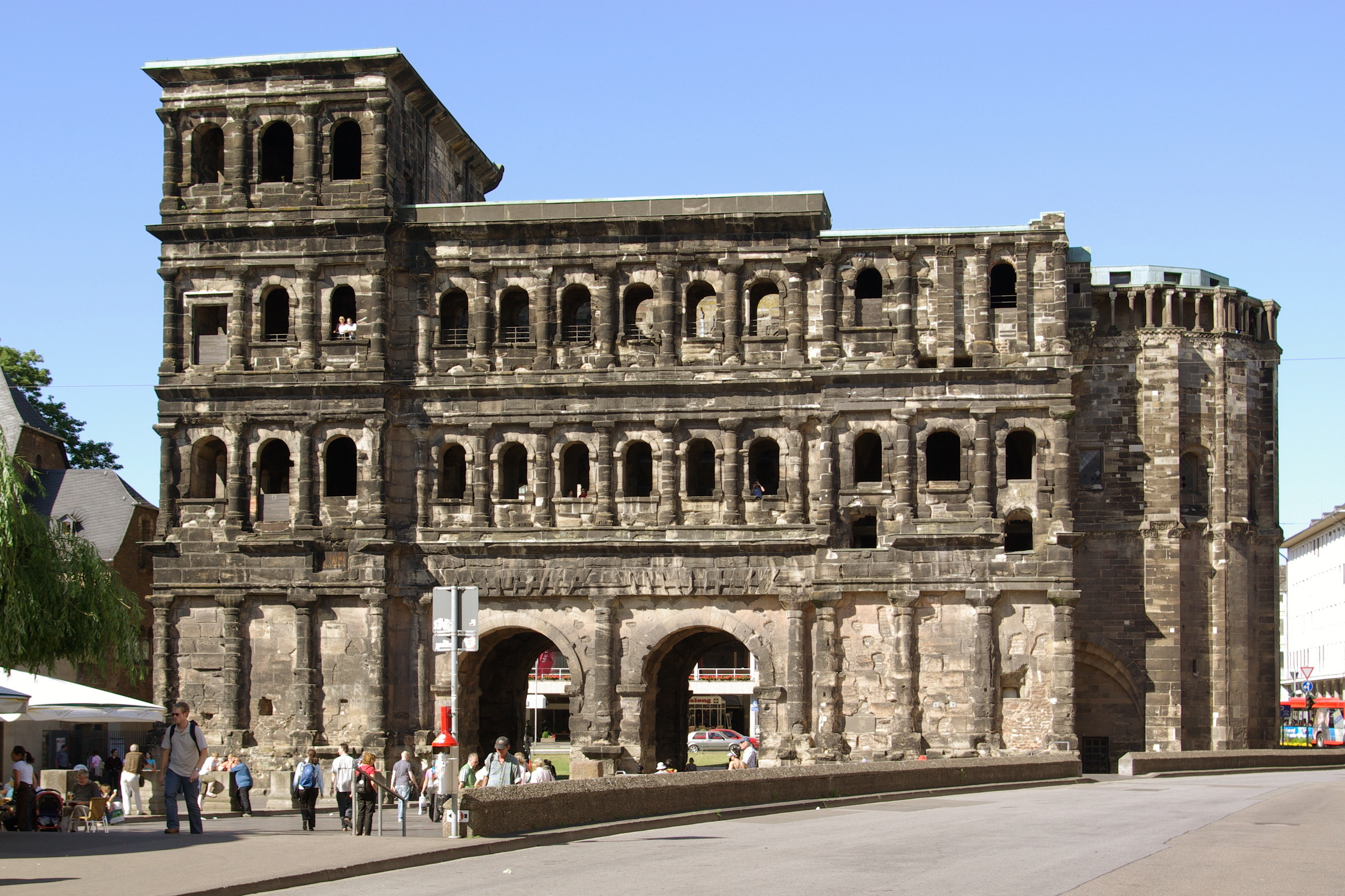
Hướng từ trong phố

Porta Nigra (tiếng Latinh có nghĩa là "Cổng đen"; trước đây còn được gọi là Porta Martis và Römertor) là một cổng thành La Mã cũ được xây dựng từ năm 170 sau Công nguyên trên Quảng trường Porta Nigra và là biểu tượng của thành phố Trier. Cái tên Porta Nigra có từ thời Trung Cổ. Người dân Trier thường chỉ gọi cổng là "Porta". Cổng ban đầu dài 36 mét, rộng 21,5 mét và cao 29,3 mét.
Porta Nigra là một phần của Di sản Thế giới được UNESCO công nhận ở Trier từ năm 1986. Hơn nữa, nó là một tài sản văn hóa được bảo vệ theo Công ước Hague. Porta Nigra là cổng thành La Mã được bảo tồn tốt nhất ở Đức.